# Гуренко, Сергей Петрович
Сергей Петрович Гуре́нко (1904 — 1966) — конструктор вооружений. Лауреат двух Сталинских премий первой степени.

## Биография
Родился 13 (26 сентября) 1904 года в Порт-Артуре (ныне Люйшунь, Китай). С 1919 года жил в Челябинске, потом на Украине.
В 1926—1928 годах служил на крейсере «Червона Украина» (машинист-турбинист). Член ВКП(б) с 1927 года.
Окончил рабфак Ленинградского технологического института (1929), Учился на военно-механическом факультете Ленинградского машиностроительного института (ЛМСИ) — отраслевого вуза Ленинградского политехнического института. 26 марта 1932 года приказом № 61 директора института Евдокимова (ЦА СПбПУ ф. 3121. оп. 76, д. 51 л. 209—212) переведен на вновь созданный на базе этого факультета Ленинградский военно-механический институт (окончил в 1934), инженер-механик.
В 1934—1947 годах — конструктор, главный конструктор Пермского (Молотовского) машиностроительного завода имени В. И. Ленина (завод № 172).
В 1940—1941 годах главный конструктор 107-мм противотанковой пушки М-75.
Во время Великой Отечественной войны принимал участие в создании и усовершенствовании артиллерийских орудий. Предложил наложить артиллерийскую часть орудия МЛ-20 на ходовую часть танка КВ, что позволило создать самоходное орудие СУ-152.
С 1947 года — главный конструктор оборонного завода в Саратове.

## Награды и премии
- Сталинская премия первой степени (10 апреля 1942) — за разработку новых типов артиллерийского вооружения
- Сталинская премия первой степени (1943) — за разработку нового вида артиллерийского вооружения (СУ-152)
- орден Ленина (1941)
- орден Трудового Красного Знамени (1944)
- орден Красной Звезды (1945)
- медали